# نانوفوم کربنی

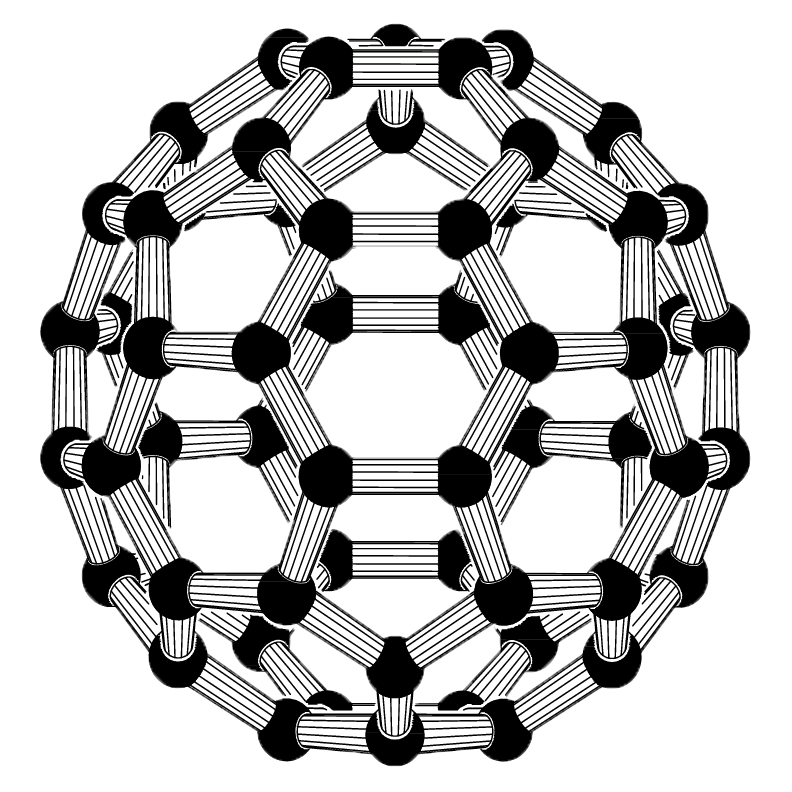
آرایش اتمی اتم های کربن در باکمینسترفولرن

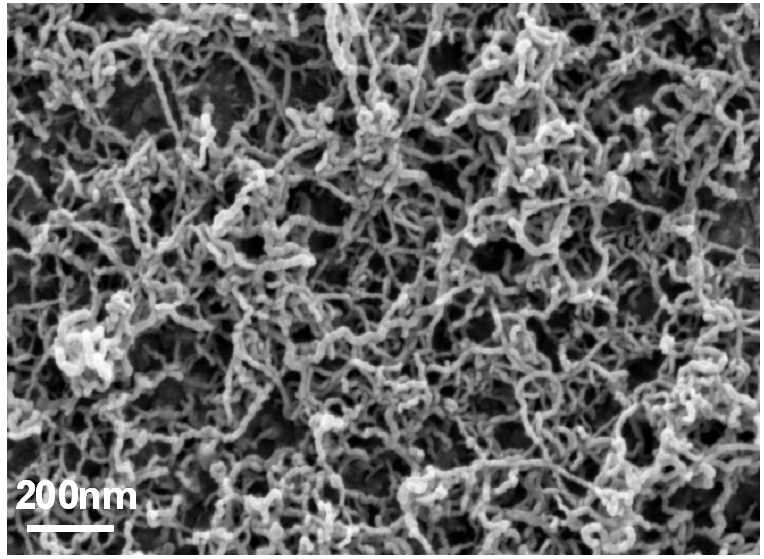
نمای یک رشته نانوفوم زیر میکروسکوپ

(به انگلیسی: Carbon nanofoam) یک دگرشکل کربن است که در سال ۱۹۹۷ توسط آندری وی. رود (Andrei V. Rode) و همکارانش در دانشگاه ملی استرالیا در کانبرا کشف شد. این دگرشکل شامل یک مجموعه خوشه‌ای از اتم‌های کربن است که در کنار هم، در یک شبکه ضعیف سه‌بعدی پیچیده شده‌اند.شامل مجموعه ای از اتم های کربن است که در یک شبکه سه بعدی به هم چسبیده اند. ساختار پیوند فراکتال مانند از خوشه های گرافیت مانند sp2 تشکیل شده است که توسط پیوندهای sp3 به هم متصل شده اند. پیوندهای sp3 بیشتر در سطح ساختار قرار دارند و 15 تا 45 درصد از مواد را تشکیل می دهند و چارچوب آن را شبیه به لایه های کربنی الماس مانند می کنند. این ماده بسیار سبک، با چگالی 1.9222156e-5 g/cm3 و شبیه به یک آئروژل است. سایر خواص فیزیکی قابل توجه شامل مساحت سطح بزرگ 300-400 متر مربع بر گرم (مشابه زئولیت‌ها) است. 1 گالن ایالات متحده (3.8 لیتر؛ 0.83 میلی لیتر گالن) نانوفوم حدود 0.25 اونس (7.1 گرم) وزن دارد.هر خوشه حدود 6 نانومتر عرض دارد و از حدود 4000 اتم کربن تشکیل شده است که در صفحات گرافیت مانند به هم متصل شده اند. با گنجاندن هفت ضلعی ها در میان الگوی شش ضلعی منظم، انحنای منفی به آنها داده می شود. این برعکس چیزی است که در مورد باکمینسترفولرن ها اتفاق می افتد که در آن ورقه های کربنی با گنجاندن پنج ضلعی انحنای مثبت پیدا می کنند.ساختار نانوفوم کربنی در مقیاس بزرگ شبیه به یک آئروژل است؛ اما با 1% چگالی آئروژل‌های کربنی تولید شده قبلی (فقط چند برابر چگالی هوا در سطح دریا). برخلاف آئروژل های کربنی، نانوفوم کربنی رسانای الکتریکی ضعیفی است. این نانوفوم حاوی تعداد زیادی الکترون جفت نشده است که راد و همکارانش پیشنهاد می‌کنند که به دلیل اتم‌های کربن با تنها سه پیوند است که در نقص‌های توپولوژیکی و پیوند یافت می‌شوند. این نانوفوم کربن به سمت آهنربا جذب می شود و زیر دمای 183- درجه سانتی گراد می تواند خود را مغناطیسی کند.نانوفوم کربنی تنها شکل کربن خالص شناخته شده فرومغناطیسی است که برای آلوتروپ کربن غیرمعمول است. فرومغناطیس یک خاصیت ذاتی است که در نانوفوم کربنی مشاهده می شود. ناخالصی های موجود در مواد به عنوان منبع مغناطیس حذف می شوند زیرا برای مغناطش قوی مشاهده شده کافی نیستند. محققان فرض می کنند که اتم های کربن جاسازی شده با الکترون های جفت نشده دارای گشتاور مغناطیسی کافی هستند که منجر به خاصیت مغناطیسی قوی می شود. انحنای ورق با شکستن ابرهای π-الکترونی، الکترون‌های جفت‌نشده را بومی‌سازی می‌کند و از الکترون‌هایی محافظت می‌کند که معمولاً برای ماندگاری بیش از حد واکنش‌پذیر هستند. فرومغناطیس نانوفوم کربنی به زمان و دما حساس است. مقداری مغناطیس در چند ساعت اول سنتز از بین می رود، با این حال بیشتر آن پایدار است. نانوفوم کربنی ممکن است در دستگاه‌های اسپینترونیک کاربرد داشته باشد که از اسپین الکترون به عنوان درجه آزادی بیشتر استفاده می‌کند.نانوفوم کربنی به دلیل چگالی کم و سطح بالای آن ممکن است برای ذخیره هیدروژن مناسب باشد. آزمایشات اولیه نشان داده است که هیدروژن را می توان در نانوفوم کربن در دمای اتاق در یک فرآیند برگشت پذیر ذخیره کرد.

## فرآیند سنتز
خوشه های نانوفوم کربنی را می توان از طریق فرسایش لیزری با سرعت بالا در گازهای بی اثر مانند آرگون سنتز کرد. پالس‌های کوتاه (fs)، کم انرژی (μJ) که با نرخ‌های تکرار بالا (10 کیلوهرتز تا 100 مگاهرتز) ارسال می‌شوند، بخارات کربنی را برای رسوب تولید می‌کنند. گاز محیط از دمای اتاق با کربن اتمیزه شده گرم می شود که منجر به افزایش چگالی جزئی کربن در محفظه می شود. در شرایط بهینه، گاز بی اثر خنک نمی شود، اما دمای بالای خود را بین چرخه های تشکیل حفظ می کند. چرخه های بعدی در محفظه در دماهای بالاتر از دمای آستانه تشکیل و شروع پیوند sp2 انجام می شود. افزایش چگالی و دما باعث ایجاد شرایط مساعد برای تشکیل خوشه های کربنی می شود. میزان مصرف از میزان تبخیر توسط لیزر فرسایش بیشتر است و بنابراین تشکیل در حالت غیرتعادلی است.

## خواص نانوفوم کربنی
بسیاری از خواص نانو فوم‌های کربنی با مواد آئروژل سنتی مطابقت دارد. نانو فوم‌های کربنی به شکل یکپارچه، گرانول، پودر و کاغذ در دسترس هستند. آنها فوم های رسانای الکتریکی، مصنوعی و سبک وزن هستند که در آنها ماتریس جامد و فضاهای منفذی ابعادی در مقیاس نانومتری دارند.
نانوفوم‌ها که با روش‌های سل-ژل تهیه می‌شوند، معمولاً دارای چگالی کم، تخلخل پیوسته، سطح بالا و اندازه سلول منافذ ظریف هستند. فوم ها همچنین رسانای الکتریکی هستند و ظرفیت بالایی دارند. چگالی استاندارد نانوفوم های کربنی از 0.25 تا 1.00 گرم بر سانتی متر مکعب است. پیش سازهای نانو فوم های کربنی را می توان در یک تشک فیبر کربنی نفوذ داد که وقتی کربنی می شود، مواد الکترود کاغذ مانندی با ضخامت 0.007 تا 0.050 اینچ ایجاد می کند.
بررسی مورفولوژی با میکروسکوپ الکترونی روبشی ساختار سلول باز و تخلخل پیوسته را نشان می دهد. اندازه ذرات و فاصله منافذ تابعی از چگالی و شیمی پلیمریزاسیون مورد استفاده در فرآیند سل-ژل است. نانو فوم‌های کربنی با چگالی کم (~0.25 گرم بر سانتی‌متر مکعب) دارای بزرگترین اندازه سلول/منفذ با قطر ذرات تا 100 نانومتر و منافذ حداقل 500 نانومتر هستند. فوم های کربنی با چگالی بالا (حدود 0.8 گرم بر سانتی متر مکعب) دارای ذرات بسیار ریز و منافذ کمتر از 1000A هستند.

## فرو مغناطیس نانوفوم کربنی
این یک واقعیت شناخته شده است که کربن و آلوتروپ های آن از جمله موادی هستند که جذب آهنربا نمی‌شوند. اگرچه، کشف شده است که نانوفوم کربنی به سمت آهنرباها جذب می شود و زیر دمای 183 درجه سانتی گراد می تواند به خودی خود مغناطیسی شود. این رفتار نانوفوم کربنی برخلاف خاصیت مغناطیسی که عموماً به کربن نسبت داده می شود، غیرمعمول است. با این حال، در دمای اتاق، مغناطش نانو فوم چند ساعت پس از تولید مواد از بین می‌رود.
دلیل رفتار مغناطیسی نانوفوم کربنی ساختار مولکولی آن است. منظور وجود تعدادی الکترون جفت نشده به دلیل اتصال اتم های کربن با تنها سه پیوند است که در نقص توپولوژیکی و پیوند یافت می شود. الکترون های جفت نشده به وجود گشتاور مغناطیسی در نانوفوم کمک می کنند که اعتقاد بر این است که دلیل خاصیت فرو مغناطیسی آن است.

## برخی از کاربردهای نانوفوم های کربنی
نانو فوم کربنی یکی از مواد نوین و پرکاربرد در علم مواد و مهندسی است که به دلیل خواص منحصر به فرد خود، در زمینه‌های مختلفی از جمله الکترونیک، پزشکی، انرژی و محیط‌زیست مورد توجه قرار گرفته است. این ماده به دلیل ویژگی نانوساختاری خود، دارای خواصی مانند سبکی، استحکام بالا، هدایت حرارتی و الکتریکی مناسب و جذب انرژی است.نانو فوم کربنی معمولاً از فرآیندهایی با شرکت پلیمرها و کربن‌سازی، یا از روش‌های دیگر سنتز می‌شود. این فوم‌ها به دلیل داشتن ساختار متخلخل و سطح بالای ناهمواری، به طور قابل توجهی سطح ویژه بالایی دارند که سبب می‌شود در کاربردهایی مانند کاتالیست‌ها، سنسورها و ذخیره‌سازهای انرژی بسیار مؤثر باشند. همچنین، نانو فوم‌های کربنی به عنوان جذب‌کننده‌های موثر در تصفیه آب و هوا شناخته شده‌اند.
از دیگر ویژگی‌های نانو فوم کربنی، توانایی آن در جذب و ذخیره انرژی است. این ویژگی به خصوص در زمینه فناوری‌های انرژی تجدیدپذیر و ذخیره‌سازی انرژی‌های نوین مانند باتری‌ها و خازن‌های فوق‌سریع از اهمیت ویژه‌ای برخوردار است. همچنین، نانو فوم‌های کربنی می‌توانند در مهندسی بافت‌های زیستی به عنوان داربست‌های کربنی برای کشت سلول‌ها و بافت‌ها استفاده شوند.تحقیقات نشان داده‌اند که نانو فوم‌های کربنی می‌توانند قصد نگهداری حرارت را به خوبی انجام دهند و در عین حال وزن سبک‌تری نسبت به دیگر مواد مشابه دارند. این ویژگی‌ها آنها را برای استفاده در ساخت عایق‌های حرارتی و صوتی ایده‌آل می‌کند. در واقع، استفاده از نانو فوم‌های کربنی در ساخت عایق‌های حرارتی می‌تواند به کاهش هزینه‌های انرژی در ساختمان‌ها کمک کند.
همچنین، در صنعت الکترونیک، نانو فوم کربنی به عنوان یک ماده مهم در طراحی و ساخت نمایشگرها و مدارهای الکترونیکی پیشرفته شناخته شده است. هدایت الکتریکی خوب این ماده، آن را برای استفاده در تکنولوژی‌های نوین مانند حسگرها و دیگر دستگاه‌های الکترونیکی ایده‌آل می‌سازد.استفاده از نانو فوم کربنی در پزشکی نیز رو به افزایش است. به عنوان مثال، می‌توان از این مواد برای توسعه داربست‌های زیستی و سیستم‌های دارورسانی هدفمند استفاده کرد. ترکیب خواص مکانیکی و شیمیایی نانو فوم کربنی، امکان ساختن مواد زیست‌سازگاری را فراهم می‌آورد که می‌توانند به عنوان پایه برای کشت سلولی و ترمیم بافت‌های آسیب‌دیده استفاده شوند.
در پایان، می‌توان گفت که نانو فوم کربنی به عنوان یکی از نوآوری‌های مهم در علم مواد، در حال دگرگون کردن بسیاری از صنایع است. پیشرفت‌های بیشتر در تحقیقات و فناوری در این زمینه می‌تواند منجر به توسعه کاربردهای جدید و بهبود خواص مواد فعلی شود.

## ارجاع به صفحات دیگر(جستارهای وابسته)
1.https://dspace.mit.edu/handle/1721.1/143373
2.https://www.imperial.ac.uk/news/191313/lightweight-functional-nanomaterials/
3.نانولوله کربنی
4.نانوکامپوزیت گرافنی
5.سل-ژل

6.زئولیت
1. ↑   (به انگلیسی). {{cite web}}: Missing or empty |title= (help); Missing or empty |url= (help)
2. ↑  «Home». Imperial College London (به انگلیسی). دریافت‌شده در ۲۰۲۴-۱۱-۱۷.